# Zepelin
Zepelin (pronunciat /ˌt͡sɛpɛˈlin/) és un poble d'Alemanya, situat al nord del país. Pertany a l'estat federal de Mecklenburg-Pomerània Occidental, al districte de Rostock i a divisió administrativa comarcal Bützow Land. La seva economia està relacionada amb la pagesia. D'aquí és originària la família noble Zeppelin.

## Geografia
Zepelin està dins la regió rural del nord de Mecklenburg. Pel municipi passa la carretera que va de Bützow a Schwaan i Güstrow. Al sud de la població passa el riu Nebel i al nord el riu Warnow. Els municipis veïns són: Bützow i Güstrow. El canal Bützow-Güstrow és un llarga via fluvial de 14 quilòmetres que passa per Zepelin (construït 1894-1896), que corre paral·lel al riu Nebel. Ocupa una plana fèrtil, que s'aprofita per la pagesia. Relacionat amb la producció de cereals, es conserva un antic molí de vent.
Com que la població estava repartida en dos nuclis: un anomenat Oettelin (la part ocupada des d'antic, situada a 29 msnm) i l'altra Zepelin Ausbau (la part nova, situada a 5 msnm), els de Oettelin van demanar ser autònoms administrativament i se'ls va concedir l'any 2000.

## Història

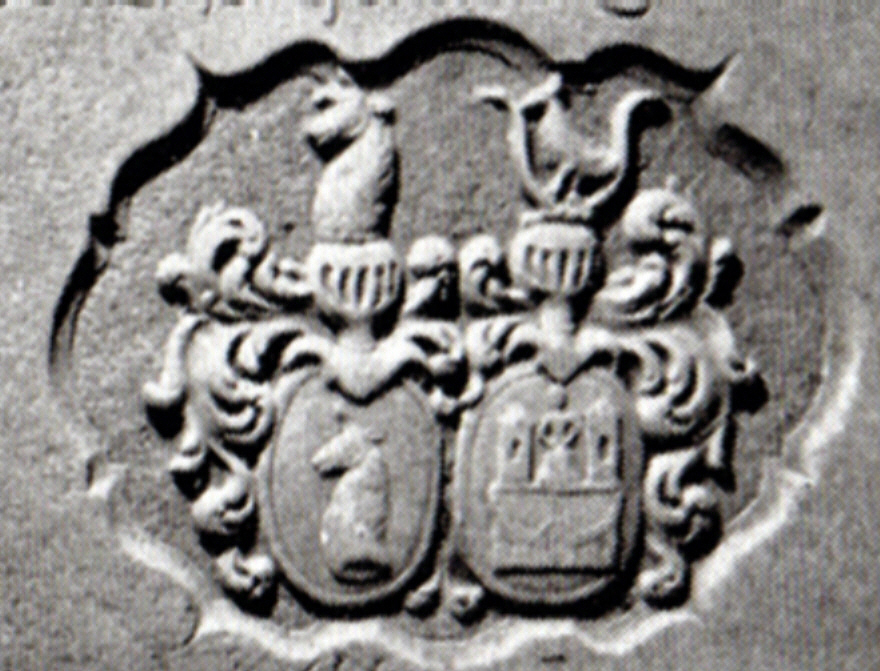
L'escut heràldic de la família Zepelin, procedents d'aquest poble.

Aquest poble va ser fundat al segle xii per colons germànics que es van establir al voltant d'una plana verda, després que l'àrea ocupada pels obotrites fos conquerida pel duc de Saxònia Enric el Lleó. És esmentada per primera vegada en unes escriptures de propietat datades l'1 de maig del 1246, on està amb la forma antiga Cepelin. A partir del 1334 el nom es va escriure com actualment, amb zeta. Al segle xiv s'hi va construir una església d'entramat de fusta, que va quedar malmesa durant la guerra dels trenta anys però que es va reconstruir després.
En un altre document del 17 de setembre del 1286 apareix un tal Heynricus de Cepelin. A finals del segle xv hi havia una família noble Zepelin, que el 1792 va rebre el títol de comte (Reichsgraf), i van traslladar la seva residència a dues poblacions veïnes Thürkow i Appelhagen. L'any 1910 es va erigir al poble un memorial en honor del comte Ferdinand von Zeppelin (1838–1917).